# Kingfisher Airlines Tennis Open
El Kingfisher Airlines Tennis Open fue un torneo oficial de tenis masculino que se celebró anualmente en distintas ciudades asiáticas como parte del circuito de la ATP entre 1996 y 2008. Se disputaba sobre superficie dura en la etapa del año posterior al US Open y previa a los Masters Series de Madrid y París.

## Historia
El torneo comenzó a jugarse en 1996 en la ciudad de Shanghái, República Popular China en un estadio cubierto sobre superficie de moqueta sintética como parte de la serie de torneos "ATP World Series". Fue el segundo torneo creado por la ATP en tierras asiáticas luego de haber creado el Torneo de Pekín tres años antes. Se jugaba en el mes de enero y en 1998 se lo trasladó al mes de octubre como parte de una serie de torneos jugados en Oriente. Ese mismo año se cambió de superficie y pasó a jugarse sobre pistas duras en estadio exterior. En 2000, el torneo de mujeres de la WTA en Pekín fue trasladado a Shanghái por lo que el torneo pasó a jugarse tanto en la rama masculina como la femenina.
En 2002 con la realización de la primera Tennis Masters Cup en esta misma ciudad, el torneo no se disputó aunque se reanudó al año siguiente. En 2004, ya con la ATP con una importante presencia en Asia, se confirmó la realización de la Tennis Masters Cup en la ciudad de Shanghái para el período 2005-2008 por lo que el torneo se mudó a otra ciudad asiática, jugándose en la Ciudad Ho Chi Minh (Vietnam) en 2005.
En 2006 se trasladó nuevamente, esta vez a la ciudad de Bombay, India, donde se realizaron las ediciones de 2006 y 2007. En 2008 el torneo tenía previsto realizarse en la ciudad india de Bangalore aunque por razones de seguridad el torneo fue cancelado. El torneo dejó de disputarse en 2009 aunque se creó un nuevo torneo asiático, para reemplazarlo, esta vez en la ciudad Kuala Lumpur, Malasia.

## Finales

### Individuales masculinos
| Año                         | Campeón            | Finalista         | Resultado        |
| Bangalore, India            |                    |                   |                  |
| 2008                        | No disputado       | No disputado      | No disputado     |
| Bombay, India               |                    |                   |                  |
| 2007                        | Richard Gasquet    | Olivier Rochus    | 6-3, 6-4         |
| 2006                        | Dmitry Tursunov    | Tomáš Berdych     | 6-3, 3-6, 7-6(5) |
| Ciudad Ho Chi Minh, Vietnam |                    |                   |                  |
| 2005                        | Jonas Björkman     | Radek Štěpánek    | 6-3, 7-6(4)      |
| Shanghái, China             |                    |                   |                  |
| 2004                        | Guillermo Cañas    | Lars Burgsmüller  | 6-1, 6-0         |
| 2003                        | Mark Philippoussis | Jiri Novak        | 6-2, 6-1         |
| 2002                        | No disputado       | No disputado      | No disputado     |
| 2001                        | Rainer Schuettler  | Michel Kratochvil | 6-3, 6-4         |
| 2000                        | Magnus Norman      | Sjeng Schalken    | 6-4, 4-6, 6-3    |
| 1999                        | Magnus Norman      | Marcelo Ríos      | 2-6, 6-3, 7-5    |
| 1998                        | Michael Chang      | Goran Ivanišević  | 4-6, 6-1, 6-2    |
| 1997                        | Jan Kroslak        | Alexander Volkov  | 6-2, 7-6(2)      |
| 1996                        | Andrei Olhovskiy   | Mark Knowles      | 7-6(5), 6-2      |

### Dobles masculinos
| Año                         | Campeones                              | Finalistas                          | Resultado            |
| Bangalore, India            |                                        |                                     |                      |
| 2008                        | No disputado                           | No disputado                        | No disputado         |
| Bomay, India                |                                        |                                     |                      |
| 2007                        | Robert Lindstedt Jarkko Nieminen       | Rohan Bopanna Aisam-ul-Haq Qureshi  | 7-6(3), 7-6(5)       |
| 2006                        | Mario Ančić Mahesh Bhupathi            | Rohan Bopanna Mustafa Ghouse        | 6-4, 6-7(6), 10-8    |
| Ciudad Ho Chi Minh, Vietnam |                                        |                                     |                      |
| 2005                        | Lars Burgsmüller Philipp Kohlschreiber | Ashley Fisher Robert Lindstedt      | 5-6(3), 6-4, 6-2     |
| Shanghái, China             |                                        |                                     |                      |
| 2004                        | Jared Palmer Pavel Vízner              | Rick Leach Brian MacPhie            | 4-6, 7-6(4), 7-6(11) |
| 2003                        | Wayne Arthurs Paul Hanley              | Shao-Xuan Zeng Ben-Qiang Zhu        | 6-2, 6-4             |
| 2002                        | No disputado                           | No disputado                        | No disputado         |
| 2001                        | Byron Black Thomas Shimada             | John-Laffnie de Jager Robbie Koenig | 6-2, 3-6, 7-5        |
| 2000                        | Paul Haarhuis Sjeng Schalken           | Petr Pála Pavel Vízner              | 6-2, 3-6, 6-4        |
| 1999                        | Sébastien Lareau Daniel Nestor         | Todd Woodbridge Mark Woodforde      | 7-5, 6-3             |
| 1998                        | Mahesh Bhupathi Leander Paes           | Todd Woodbridge Mark Woodforde      | 6-4, 6-7(2), 7-6(4)  |
| 1997                        | Max Mirnyi Kevin Ullyett               | Tomas Nydahl Stefano Pescosolido    | 7-6, 6-7, 7-5        |
| 1996                        | Mark Knowles Roger Smith               | Jim Grabb Michael Tebbutt           | 4-6, 6-2, 7-6        |

- Datos: Q299459